# James Bannon
James Bannon (* 6. März 1958 in Legan, County Longford, Irland) ist ein ehemaliger irischer Politiker der Fine Gael.

## Leben
Bannon war Landwirt und Auktionator. 1985 wurde er in den Longford County Council gewählt. 1991 und 1995 wurde er wiedergewählt. 2002 wurde er über die Industrie- und Gewerbeliste in den Seanad Éireann gewählt. Bannon wurde bei den Wahlen 2007 im Wahlkreis Longford–Westmeath für die Fine Gael einen Sitz erlangen. Diesen Erfolg konnte er Wahlen 2011 wiederholen. Bei den Wahlen 2016 konnte er weder in den Dáil, noch in den Seanad einziehen.